# Carmelo Lumia
Carmelo Lumia (ur. 19 marca 1990 roku) – włoski zapaśnik startujący w stylu wolnym. Zajął szesnaste miejsce na mistrzostwach świata w 2011. Trzynasty na mistrzostwach Europy w 2014. Dziesiąty na igrzyskach europejskich w 2015. Brązowy medalista igrzysk śródziemnomorskich w 2013 roku.